# Fuente Encalada (kommun)
Fuente Encalada är en kommun i Spanien.   Den ligger i provinsen Provincia de Zamora och regionen Kastilien och Leon, i den nordvästra delen av landet, 270 km nordväst om huvudstaden Madrid. Antalet invånare är 115. Arean är 20,9 kvadratkilometer. Fuente Encalada gränsar till Villageriz, Santibáñez de Vidriales, Ayoó de Vidriales, Castrocalbón och San Esteban de Nogales. 
Terrängen i Fuente Encalada är platt.